# مارفال
مارفال (بالفرنسية: Marval)‏ هي بلدية في مقاطعة فيين العليا في منطقة أقطانية الجديدة في غرب وسط فرنسا.